# Антон Виктор Австрийский
Анто́н Ви́ктор Ио́сиф Иоганн Райму́нд Австрийский (нем. Anton Viktor Joseph Johann Raimund von Österreich; 31 августа 1779, Флоренция — 2 апреля 1835, Вена) — австрийский эрцгерцог из династии Габсбургов. Он был последним избранным курфюрстом Кёльна и епископом Мюнстера. Позднее стал Великим магистром Тевтонского ордена и наместником в Италии.

## Биография
Эрцгерцог Антон Виктор был восьмым сыном императора Леопольда II и его жены Марии Луизы, урождённой принцессы Испанской. На момент рождения принца его отец был великим герцогом Тосканы. После избрания отца императором Антон Виктор прибыл к венскому двору. В 1792 году в возрасте 13 лет в течение трёх месяцев потерял обоих родителей.
После смерти курфюрста Кёльна и епископа Мюнстера, эрцгерцога Максимилиана Франца, он был избран 9 сентября 1801 года епископом Мюнстера и 7 октября курфюрстом-архиепископом Кёльна. Однако править ему не пришлось в силу политических обстоятельств. После подписанного 9 февраля 1801 года мирного соглашения в Люневилле начался процесс передела земельных владений в западной и южной Германии. 
В марте 1803 года на заседании Регенсбургского рейхстага было принято итоговое постановление Имперской депутации (Reichsdeputationshauptschluss), изменившее внутреннее устройство империи. В результате секуляризации число германских князей-епископов сократилось с 81 до 3. Кроме того, гессенский герцог Людвиг X аннексировал герцогство Вестфалия.
В 1804 году Антон Виктор занял должность Великого магистра Тевтонского ордена. С 1816 по 1818 годы Виктор Антон был вице-королём Ломбардо-Венецианского королевства. На этом посту его сменил младший брат, эрцгерцог Райнер Иосиф. Позднее он не принимал участия в политической деятельности.
Эрцгерцог Антон Виктор не был женат и потомства не оставил. Скончался в Вене и был захоронен в Императорском склепе.